# 新潟県道71号小千谷川口大和線
新潟県道71号小千谷川口大和線（にいがたけんどう71ごう おぢやかわぐちやまとせん）は、新潟県小千谷市から同県南魚沼市に至る県道（主要地方道）である。

## 概要
小千谷市大字小栗山の国道291号交点から終点の南魚沼市浦佐まで概ね南下する路線である。途中の山間部3か所に未供用区間が存在する。

### 路線データ
- 実延長：35,630.3m[1]
- 起点：新潟県小千谷市大字小栗山字前田（国道291号交点）
- 終点：新潟県南魚沼市浦佐（国道17号交点）

## 歴史
- 1993年（平成5年）5月11日 - 建設省から、県道小千谷川口大和線が小千谷川口大和線として主要地方道に指定される[2]。

## 路線状況

### 重複区間
- 新潟県道339号小栗山川口線（小千谷市大字南荷頃字蘭木 - 小千谷市大字南荷頃）
- 新潟県道477号荒谷竜光線（長岡市川口木沢地内）
- 新潟県道196号川口岩沢線（長岡市東川口字前島 - 川口町役場前交差点 - 川口交差点 - 西川口交差点 - 長岡市西川口 - 長岡市西川口 - 小千谷市大字川井字内ヶ巻）
- 国道17号（三国街道）（長岡市東川口字前島 - 川口町役場前交差点 - 川口交差点）
- 新潟県道197号向山越後川口停車場線（川口町役場前交差点 - 川口交差点 - 西川口交差点 - 長岡市西川口 - 長岡市西川口）
- 新潟県道197号向山越後川口停車場線（長岡市西川口字牛ヶ島 - 長岡市川口田麦山字前原）
- 国道252号（魚沼市原 地内）

### 道路施設
- 塩谷トンネル（小千谷市）
- 川口橋（長岡市）

## 地理

### 通過する自治体
- 小千谷市
- 長岡市
- 小千谷市
- 長岡市
- 魚沼市
- 南魚沼市

### 交差する道路
- 国道291号（起点：小千谷市大字小栗山字前田）
この間未開通区間あり（小千谷市大字小栗山 - 小千谷市大字南荷頃字蘭木）
- 新潟県道519号南荷頃薭生線・新潟県道339号小栗山川口線（小千谷市大字南荷頃字蘭木）
- 新潟県道339号小栗山川口線（小千谷市大字南荷頃）
- 新潟県道474号竹沢塩谷線（小千谷市大字塩谷）
- 新潟県道582号木沢相川線（長岡市川口木沢）
- 新潟県道477号荒谷竜光線（長岡市川口木沢地内で重複）
- 新潟県道581号中山高原線（長岡市川口中山字牛ケ窪）
- 国道17号（三国街道）（長岡市東川口）
- 新潟県道197号向山越後川口停車場線（長岡市東川口字清水田）
- 新潟県道196号川口岩沢線（長岡市東川口字前島 - 川口町役場前交差点 - 川口交差点 - 西川口交差点 - 長岡市西川口 - 長岡市西川口 - 小千谷市大字川井字内ヶ巻で重複）
- 国道17号（三国街道）（長岡市東川口字前島 - 川口町役場前交差点 - 川口交差点で重複）
- 新潟県道197号向山越後川口停車場線（川口町役場前交差点 - 川口交差点 - 西川口交差点 - 長岡市西川口 - 長岡市西川口で重複）
- 新潟県道557号西川口和南津線（西川口交差点）
- 新潟県道83号川口塩殿線（長岡市西川口）
- 新潟県道209号山ノ相川内ヶ巻停車場線（小千谷市大字川井字内ヶ巻）
- 新潟県道197号向山越後川口停車場線（長岡市西川口字牛ヶ島 - 長岡市川口田麦山字前原で重複）
この間未開通区間あり（長岡市川口田麦山 - 魚沼市原）
- 国道252号（魚沼市原地内で重複）
- 新潟県道567号大石原線（魚沼市原字一ノ坪）
この間未開通区間あり（魚沼市魚野地 - 南魚沼市浦佐字浦佐門前）
- 新潟県道363号市野江浦佐線（南魚沼市浦佐字水島）
- 国道17号（三国街道）（終点：浦佐交差点）

### 沿線にある施設など
- JR上越新幹線
  - 浦佐駅
- JR上越線
  - 浦佐駅 - 越後川口駅
- JR飯山線
  - 越後川口駅 - 内ケ巻駅
- 長岡市役所 川口支所（旧・川口町役場）
- 南魚沼市役所 大和庁舎（大和支所）（旧・大和町役場）
- 小千谷市立東山小学校
- 長岡市立川口中学校
- 長岡市立川口小学校
- 日本ウェルネススポーツ専門学校 新潟校
- JAみなみ魚沼 浦佐支店
- 川口郵便局
- 原郵便局
- 大和郵便局
- キューピット大和
- 道の駅越後川口
- 長岡市蒼丘の杜公園
- えちご川口温泉
- 浦佐スキー場
- 魚野川